# Cucina trapper

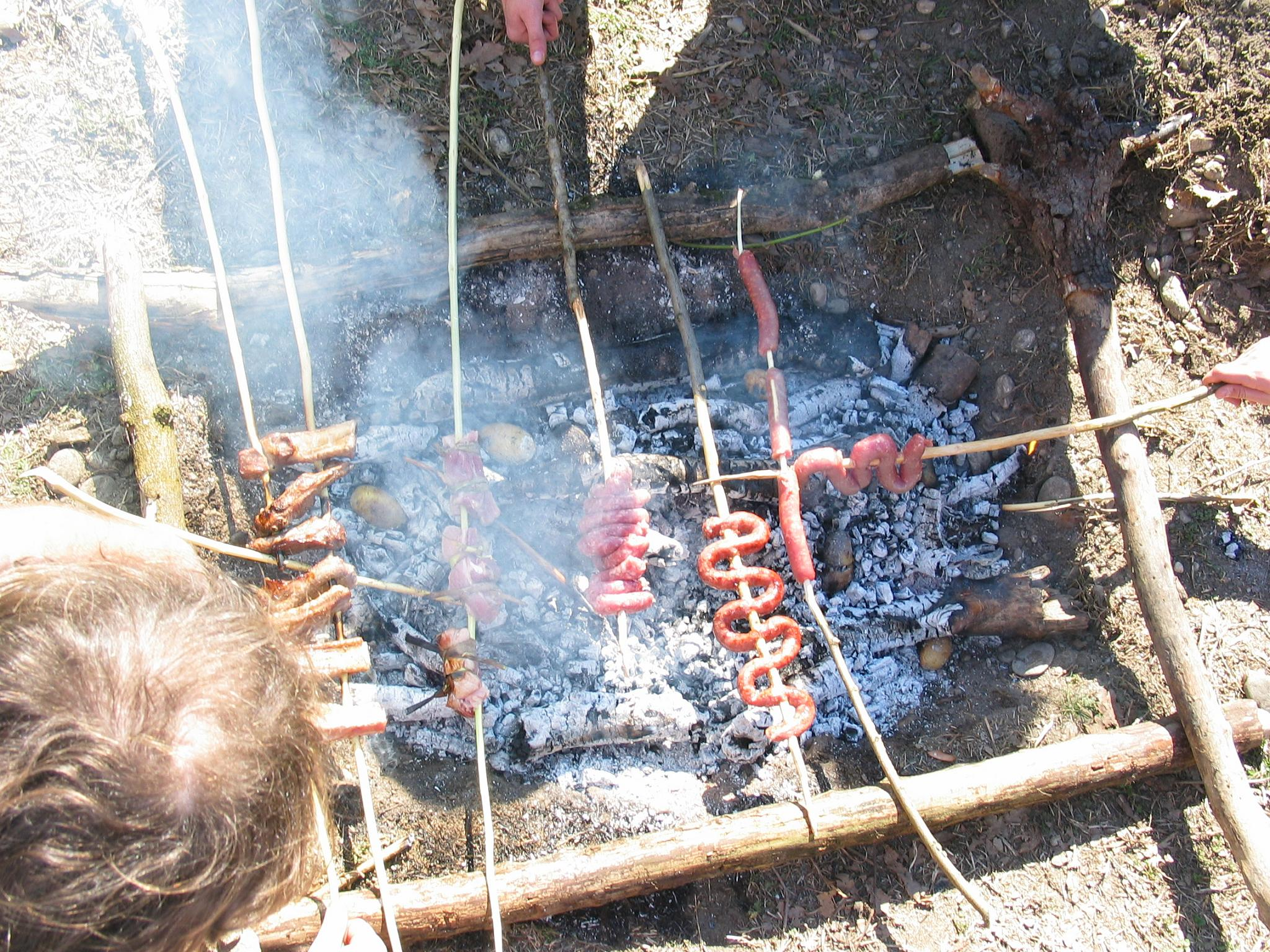
Un esempio di cucina trapper

La cucina trapper (o trappeur) è un metodo di cucina essenziale e semplice utilizzato solitamente quando ci si trova all'aperto e non si hanno a disposizione né utensili da cucina né fornelli. Si basa sulla cottura del cibo sulla brace, sfruttando oltre al coltello solamente utensili ricavati da ciò che offre la natura: rami, pietre, fogliame, ecc.

## Storia
Tale metodo di cucina prende il nome dai trapper, esploratori nordamericani del XVIII e XIX secolo, che dovendo viaggiare con bagagli leggeri, portavano con sé pochi utensili e quindi, per cucinare all’occorrenza, dovevano farseli da ciò che la natura offriva loro.
Oggi tale tecnica viene utilizzata dagli scout (principalmente nell'età del reparto) nelle loro uscite.

## Fuoco
Per evitare di bruciare il cibo o di cuocerlo solo all'esterno, quest'ultimo va cotto non sulla fiamma bensì in mezzo alle braci (per le quali sarebbe opportuno utilizzare legna grossa, che si consuma più lentamente).
Il fuoco dev'essere chiuso da grosse pietre, che oltre a delimitarlo hanno la funzione di riflettere il calore e di poterci appoggiare ciò che viene usato per cucinare. Per tale scopo possono essere usati anche dei pezzi di legno posti intorno al fuoco.
La brace dev'essere a una temperatura né troppo alta che rischi di cuocere i cibi solo all'esterno né troppo bassa che rischi di non cuocere a sufficienza; per avere un'idea del calore della brace si può fare affidamento sull'esperienza, evitando metodi empirici inconcludenti.

## Utensili naturali
Saper riconoscere le piante da cui ricavare gli utensili è una competenza fondamentale per evitare di usare legni protetti o tossici.
- Bastoncino: un ramo di legno verde (altrimenti potrebbe prendere fuoco), robusto e lungo abbastanza da permettere la sua gestione senza pericolo di scottature; va appuntito per poter infilzare al meglio il cibo e scorticato nella parte che sarà a contatto con la brace, mentre la corteccia può essere lasciata nell'impugnatura per una presa più salda.
- Spiedo: più lungo e più robusto del bastoncino, lo si utilizza fondamentalmente per due scopi: la cottura di grossi pezzi di cibo infilzati in esso (in tal caso necessita quindi di essere appuntito) o per sostenere dei bastoncini uncinati. Va fissato su due forcelle (rami biforcati) in modo che stia a una certa distanza dalle braci.
- Forcella: è utile come sostegno di bastoncini e spiedi, nonché per creare griglie o utensili più complessi.
- Piastra: sottile pietra piatta, che può essere posta ad una distanza minima direttamente sulla fiamma viva, ma bisogna fare attenzione alla tipologia della pietra che a contatto con il calore potrebbe esplodere lanciando schegge nelle vicinanze

Benché il suo uso sia molto diffuso, non è ovviamente un utensile naturale la carta alluminio. Le alte temperature o il contatto con alcuni alimenti particolarmente acidi o salati potrebbero portare ad un rilascio di alluminio, tossico per l'uomo, nel cibo.

## Ricette
Gli ingredienti usati tipicamente per la cucina trapper sono carne, il pesce, uova, e alcuni tipi di verdura, frutta e formaggi. Le ricette più diffuse sono:
- Carne: al formaggio, al pomodoro, hamburger, petto di pollo alle erbe, salsiccia e patate
- Frutta: mela ripiena di zucchero, banana split (al cioccolato), macedonia cotta
- Pane: spiedino
- Patate: all'uovo, alla brace
- Uova: allo spiedo, sotto la cenere, alla piastra
- Verdure: cipolle e zucchine ripiene, melanzane alla brace, peperonata

## Tempi di cottura
I tempi di cottura dipendono dalla temperatura; per una temperatura medio-alta sono approssimativamente i seguenti:
- Frutta: 10 minuti
- Carne, pesce e verdure: 20 minuti
- Pollo e patate: 30 minuti